# 비정치주의
비정치주의(영어: apoliticism)는 모든 정치적 소속에 대해 반감(反感)이나 무관심을 가지는 성향을 말한다. 정치에 무관심하거나 참여하지 않는 것을 가리키기도 하고,  정치적으로 치우침 없이 중립적인 것을 가리키기도 한다.

## 비판
독립된 이데올로기로서의 비정치주의는 공정을 유지하는 것이 불가능하다는 지적을 받았다. 특히 여러 진보주의 이론가들은 "개인이 사회와 구분될 수 없다"며 비정치주의를 순응주의로 보고 비판하였다.

## 같이 보기
- 정치적 무관심
- 기권 (선거)
- 반민주주의
- 반정치